# 1931

## أحداث
- تأسيس مدينة سينشند [الإنجليزية] وتقع حاليا في منغوليا.
- تأسيس مدينة قراغندي وتقع حاليا في كازاخستان.
- 29 أغسطس: تأسيس مدينة ميدو لايك [الإنجليزية] وتقع حاليا في كندا.
- 21 أكتوبر - حادثة أكتوبر في اليابان وهي محاولة انقلابية داخل صفوف الجيش الإبراطوري.
- 16 سبتمبر - إعدام عمر المختار شنقا بعد محاكمته.
- إمبراطورية اليابان تحتل مقاطعة منشوريا الواقعة بالشمال الشرقي في الصين دون أن يصدر عن المنظمة الدولية أي رد على فعل حاسم.
- الولايات المتحدة الأمريكية تنشئ علاقات دبلوماسية لأول مرة مع تركيا برئاسة أتاتورك.
- انتهاء النحات الفرنسي بول لاندويسكي من نحت تمثال المسيح الفادي في البرازيل.

## مواليد

### يناير
- 23 يناير - بيتي جرين، إعلامي وممثل أمريكي.

### فبراير
- 8 فبراير - شادية، ممثلة مصرية.
- 7 فبراير - أبو المعاطي أبو النجا، أديب وروائي مصري.

### مارس
- 24 مارس - محمد عبد الحميد حلمي، القائد الأسبق للقوات الجوية المصرية.

### مايو
- 10 مايو - إيتشيرو ناغاي، ممثل ياباني.

### يونيو
- 5 يونيو - خوان غويتيسولو، روائي إسباني.
- 16 يوليو - يوسف شعبان، ممثل مصري.

### أغسطس
- 1 أغسطس - جان مورليه، عالم جيوفيزيائي فرنسي.
- 15 أغسطس - طلال بن عبد العزيز آل سعود، أمير سعودي.

### أكتوبر
- 30 أكتوبر - السيد ياسين، كاتب ومفكر سياسي واجتماعي مصري.

### غير معروف
- غير معروف - عبد الرحمن بن عبد العزيز آل سعود، نائب وزير الدفاع سابقاً.
- غير معروف - حسن شيخ مؤمن، كاتب وملحن نشيد  صوماليلاند حياة طويلة مع السلام
- غير معروف - حازم حسن العلي ضابط ومؤلف عراقي

## وفيات
- ألبرت ميكلسون
- ألفين بارغر
- أنتونيو سالاندرا
- أوتو فالاخ
- أوساتشي هاماغوتشي
- إريك أكسل كارلفلت
- ادوارد ارفيج ادواردز
- الشريف حسين بن علي
- توماس اديسون
- توماس ليبتون
- ثاديوس كارواي
- جبران خليل جبران
- جوستاف لوبون
- ستانلي لين بول
- عبد القادر ناصح بك الملاح
- عمر المختار
- فرانك كولينز ايمرسون
- فيصل بن سلطان الدويش
- لارس أولف ناثان سود بريلوم
- محمد علي جوهر
- نود هولمبوي
- هرمان مولر
- وليام هشلر
- محمد عبد الرحيم تره
- كارل فسلي

## نال جائزة نوبل
- في الفيزياء – محجوبة.
- في الكيمياء – مناصفة بين الألمانيين كارل بوش وفريدريش بيرغيوس.
- في الطب – الألماني أوتو فاربورغ.
- في الأدب – السويدي اريك أكسل كارلفلت.
- في السلام – مناصفة بين الأمريكيان جان آدمز ونيكولاس موراي باتلر.